# Companhia Editora de Pernambuco
A Companhia Editora de Pernambuco (CEPE) é uma editora brasileira vinculada à Secretaria da Casa Civil do governo do estado de Pernambuco. A editora, criada em 1967, sucedendo a Imprensa Oficial do Estado, é responsável pela publicação do Diário Oficial do Estado de Pernambuco. Também publica livros, a revista cultural Revista Continente e a Revista Pernambuco, especializado em literatura.

## Prêmio Cepe Nacional de Literatura
Desde 2015 a editora promove o Prêmio Cepe Nacional de Literatura, um concurso literário para obras inéditas, nas categorias romance, contos, poesia e infanto-juvenil. A disputa é aberta para autores brasileiros e, além do prêmio em dinheiro, as obras são publicadas pela Cepe. Os vencedores foram:

### 2015
- Romance: O grande massacre das vacas, de Sérgio Corrêa de Siqueira
- Contos: O amor que não sentimos e outros contos, de Guilherme Azambuja Castro
- Poesia: Elogio do Carvão, de Marcus Vinícius Quiroga
- Infanto-juvenil: E eu, só uma pedra, de Helton Alexandre Pereira [6]

### 2016
- Romance: Outro lugar, de Luís Sérgio Krausz
- Contos: Dancing jeans: Baixo Augusta e outros contos, de Milton Morales Filho
- Poesia: Arquiteturas de vento frio, de Walther Moreira
- Infanto-juvenil: Os filhos do deserto combatem na solidão, de Lourenço Cazarré [7]

### 2017
- Romance: Anjo Negro: a História Secreta de GV, de Paulo Schmidt
- Contos: A Flor Lilás e Outros Contos, de  Ricardo Braga
- Poesia: Uma Mulher sob a Influência de um Algoritmo, de Rita Isadora Pessoa
- Infanto-juvenil: A Coisa Brutamontes, de Renata Penzani [8]

### 2018
- Romance: O filho das viúvas, de Pedro Veludo
- Poesia: Talvez precisemos de um nome para isso, de Stephanie Borges
- Infantil: Criançaria, de Helder Herik
- Juvenil: A menina que engoliu o céu estrelado, de Gael Rodrigues [9]

### 2020
- Romance: A importância dos telhados, de Vanessa Molnar Maluf

- Poesia: As cartas de Maria, de  Zulmira Alves Correia
- Contos: Erros,errantes e afins, de Emir Rossoni
- Infantil:  A Biblioteca de Bia, de Viviane Ferreira Santiago
- Infantojuvenil: Contos com GIGANTES, de Carolina Becker Koppe . [10]

### 2021
- Romance: Extremo Oeste, de Paulo Marcelo

- Poesia: Motivos para cavar a terra , de Lilian Sais

- Contos: Teresa decide falar, de Lindevania Martins

- Infantil:  O Encontro de Mário, de Marcia Cristina Silva,
- Infantojuvenil: Achados e perdidos, de Lucas Rafael Nolli Duarte  [11]

### 2022
- Romance:1+1=2 2-1=0, de Fernanda Caleffi Barbetta
- Contos: Lila, de Gael Rodrigues
- Poesia: Meu amor é político, de Dalgo Silva
- Infantil:Dez baleias na estação esperando pelo trem, de César Américo Barreira Cardoso
- Infanto-juvenil:A última raposa do mundo, de Moisés Mendoza Baião[12]